# Chimarra papuana
Chimarra papuana là một loài Trichoptera trong họ Philopotamidae. Chúng phân bố ở miền Australasia.